# Головою об стіну
Головою об стіну (англ. Head On) — австралійська драма 1998 року про ЛГБТ-спільноту, знята режисеркою Аною Коккінос, яка створила сценарій разом із Ендрю Бовеллом та Мірою Робертсон. Фільм заснований на романі «Loaded» Христоса Ціолкаса 1995 року. Головні ролі у фільмі виконали Алекс Дімітріадес, Пол Кепсіс, Олена Мандаліс та Демієн Фотіу. Фільм розповідає історію Арі (Дімітріадес), розпусного 19-річного греко-австралійця другого покоління з Мельбурна. Арі опиняється між своїм консервативним грецьким походженням та сучасною Австралією посеред свого гомосексуального бажання.
Прем'єра відбулася у травні 1998 року на Каннському кінофестивалі, за три місяці до його австралійської прем'єри.
Фільм здобув скандальну популярність після виходу на екрани завдяки своїй сексуальній відвертості, включаючи натуралістичну сцену мастурбації у виконанні Дімітріадеса та численні сексуальні сцени. Фільм мав комерційний успіх в Австралії та отримав загалом позитивні відгуки критиків, які високо оцінили його різкий реалізм, головну гру Дімітріадеса та безкомпромісність сюжету. Він отримав дев'ять номінацій на премію Австралійського інституту кіно 1998 року та здобув 29 нагород та відзнак в Австралії та за кордоном.
Куратор Національного архіву кіно та звуку Австралії визнає його новаторським проектом в австралійському кінематографі: «З точки зору сміливості іконоборців, «Головою об стіну» не має рівних в австралійському кіно». Далі йдеться про те, що фільм завершується «найкрасивішими та найзагадковішими кінцівками серед усіх австралійських фільмів». Це був перший в Австралії приклад New Queer Cinema, який вважається «знаковим твором австралійського квір-кінематографа».

## Сюжет
Арі – розпусний 19-річний греко-австралієць у другому поколінні. Живе із батьками з робітничого класу та сестрою в Мельбурні. Він безробітний та має нестабільніші стосунки зі своїм батьком-марксистом Дімітрі (Ніколакопулос), який читає йому лекції про відповідальність. Його мати, Софія (Фрагос) у ніжних стосунках із своїм сином, але переймається за нього. Батьки не знають, що він вживає наркотики та займається випадковим сексом з чоловіками. Його сестра, Алекс (А. Мандаліс), також приховує від батьків свої стосунки з ліванською австралійкою.
Друзі Арі також усі греко-австралійці другого покоління. Він розчарований у своєму найкращому другові Джо (Фотіу) за те, що той, одружившись з Діною (Касканіс), пішов за традицією, а не за серцем. Інший його друг Джонні (Капсіс) порушує правила та є екстравертом-трансвеститом, прийнявши образ Тули. Він також легко знаходить спільну мову із сестрою Джо, Бетті (Е. Мандаліс), оскільки вона також вдається до ризикованої поведінки та критикує своє грецьке походження.
Після ночі у студентському гуртожитку свого брата Пітера (Паппс), Арі відчуває романтичну хімію з англомовним сусідом Пітера по квартирі, Шоном (Гарнер). У будинку Джо його мати, Тасія (Мерседес), розмовляє з Арі приватно про результати гадання на кавовій гущині: «Знайди дівчину, одружуйся, а потім не має значення, що ти робиш». Арі та Діна разом вживають наркотики, й займається сексом з Бетті.
Потім Арі йде на зустріч із Шоном у клуб. Джонні, одягнений у джег, переконує Арі піти до іншого клубу. Шон погоджується зустрітися з ними пізніше вночі. Однак таксі Арі та Джонні зупиняє поліція. Обох принижують, роздягають і б'ють у поліцейській дільниці. Джонні жорстоко б'є греко-австралійський поліцейський, який зливає на ньому свою злість. Після звільнення Арі не отримує серйозних травм та йде на зустріч із Шоном у клуб. Вони займаються сексом у квартирі Шона, але Арі починає бійку, Шон дає відсіч та виганяє його зі спальні. У ранковому світлі Арі танцює в доках Мельбурна, розмірковуючи про своє безглузде життя.

## У ролях
- Алекс Дімітріадес — Арі, дев'ятнадцятирічний юнак з грецького робітничого класу
- Пол Кепсіс — Джонні/Тули, трансгендерний друг Арі
- Олена Мандаліс — Бетті, сестри найкращого друга Арі, Джо
- Демієн Фотіу — Джо, найкращий друг Арі
- Євгенія Фрагос — Софія, мати Арі
- Джуліан Гарнер — Шон, англо-коханець Арі, студент
- Тоні Ніколакопулос — Дімітрій, батько Арі
- Марія Мерседес — Тасія, мати Джо
- Алекс Паппс — Пітер, старший брат Арі
- Дора Касканіс — Діна, наречена Джо
- Вассілі Заппа — Вассілі, грецький батько Джонні/Тули
- Андреа Мандаліс — Алекс, молодша сестра Арі
- Катеріна Коцоніс — Аріадна, університетська подруга Шона
- Ніл Пігот — старший констебль
- Фонда Гоніадіс — поліцейський
- Костас Кіліас — таксист
- Васім Сабра — Чарлі, лівансько-австралійський хлопець Алекс

## Виробництво
У фільмі знімаються кілька греко-австралійських акторів з попереднього фільму Коккіноса «Лише хоробрі». Олена Мандаліс та Дора Касканіс, головні героїні попереднього фільму, знову взяли на себе ролі греко-австралійських акторок Бетті та Діни. Євгенія Фрагос також була затверджена на роль матері Арі (Дімітріадес). Раніше вона грала місіс Стефану, матір Вікі (Касканіс) у фільмі «Лише хоробрі». Олена Мандаліс (Бетті) та Андреа Мандаліс (Алекс) – справжні сестри.
Сцена «побиття» у поліцейській дільниці, де на Арі та Тулу нападають поліцейські, була написана спеціально для фільму – вона відсутня у романі. Такі інциденти не були рідкістю в той час в Австралії. Коккінос проконсультувалася із поліцейського на репетиції та запитала, чи не перебільшена сцена. Той відповів: «Ні. Навпаки».

## Сприйняття
Прем'єра відбулася у травні 1998 року на Каннському кінофестивалі, за три місяці до його австралійської прем'єри на Мельбурнському міжнародному кінофестивалі.
Фільм також був показаний на кінофестивалях по всьому світу, зокрема: Каннський кінофестиваль 1998 року, Єрусалимський кінофестиваль, Кінофестиваль Frameline, Сіетлський міжнародний кінофестиваль, Новозеландський кінофестиваль, Единбурзький міжнародний кінофестиваль та Гетеборзький кінофестиваль, серед інших.
Фільм повернувся на Мельбурнський міжнародний кінофестиваль для спеціального показу на фестивалі 2022 року. Також пройшов у кінотеатрах п'ятнадцяти країн за межами Австралії та отримав обмежений прокат у Сполучених Штатах.
Фільм мав комерційний успіх в Австралії, ставши третім за касовими зборами австралійським фільмом у 1998 році.
На Rotten Tomatoes фільм має рейтинг схвалення 63% на основі відгуків 24 критиків . Кінокритики Маргарет Померанц та Девід Страттон обидва поставили фільму 4,5 зірки з 5 на SBS. Страттон також опублікував рецензію у Variety, похваливши Дімітріадеса за його «чудову, сміливу роботу», додавши: «На екрані практично в кожній сцені молодий актор безмежно переконливо виглядає як безрозсудний, гедоністичний шукач миттєвого задоволення».
Кінокритик Пол Бірнс писав про важливість фільму для Національного архіву кіно та звуку: «З точки зору іконоборчої сміливості, «Head On» не має рівних в австралійському кінематографі… «Головою об стіну» – це не просто стан заперечення в грецькій громаді Мельбурна. Це бомба, спрямована на спокійний та ввічливий стиль австралійського кіно». Бірнс підсумував: «Це більше схоже на фільм Скорсезе, спуск у певну форму пекла, в якому головний герой повинен боротися зі своїми демонами або померти. Надзвичайний фінал, у якому Арі танцює на доках, куди так багато сімей мігрантів прибули на австралійську землю, у поєднанні з оповіддю, яка залишається зухвалою та безкомпромісною, є одним із найкрасивіших та найзагадковіших кінцівок будь-якого австралійського фільму».
Фільм «Головою об стіну» розділив грецьку громаду в Австралії, сказав Коккінос в інтерв'ю Los Angeles Times. Коккінос сказав, що «він відкрив діалог між молодими греками та їхніми батьками. Фільм зруйнував бар'єри».
Фільм отримав ретроспективну рецензію в «The Guardian» у 2014 році: «„Головою об стіну“ – це соціальний реалізм, переплетений з кошмаром; драма на кухонній раковині, яка входить у сферу почуттів… Але якщо розглядати його як повільно палаючий портрет тривалого кошмару – дорослішання, яке жорстоко пішло не так – фільм болісно блискучий».